# Mariene ecoregio Zuidelijke Kuroshiostroom
De Mariene ecoregio Zuidelijke Kuroshiostroom (121) (Engels: South Kuroshio marine ecoregion) is een biogeografische regio en ligt in het westen van de Grote Oceaan in de Mariene provincie Zuidelijke Kuroshiostroom (28) in het Marien rijk Centrale Indo-Pacific. De mariene ecoregio is vastgesteld door het World Wide Fund for Nature en The Nature Conservancy en is vernoemd naar de zeestroom Kuroshio.
In het noordoosten grenst het gebied aan de mariene ecoregio Kuroshiostroom (51), in het noordwesten aan de mariene ecoregio Oost-Chinese Zee (52), in het westen aan de mariene ecoregio Zuidelijk China (113), in het zuidwesten aan de mariene ecoregio Oceanische eilanden Zuid-Chinese Zee (114) en in het zuiden aan de mariene ecoregio Oostelijke Filipijnen (127).

## Geografie
De mariene ecoregio ligt in het westen van de Grote Oceaan rond de Bataneilanden en de Babuyaneilanden van de Filipijnen, een deel van de Japanse Riukiu-eilanden en de zuidkust van Taiwan. Het gebied strekt zich uit van het eiland Amami Ōshima in de Amami-eilanden in het noorden, via de Okinawa-eilanden en de Sakishima-eilanden naar het eiland Yonaguni in het westen, tot aan de eilanden Fuga en Camiguin in het zuiden.
Door het gebied stroomt de Kuroshio.

## Biogeografie
Het gebied kent zeeleven dat houdt van tropische temperaturen.